# Wohlauf in Gottes schöne Welt
Wohlauf in Gottes schöne Welt ist ein deutsches Volks-, Wander- und Liebeslied. Den Text schrieb Julius Rodenberg (bis 1855 Julius Levy) vor 1854. Die Herkunft der Melodie ist unsicher; vielfach findet sich die Angabe „märkische Volksweise“.

## Inhalt

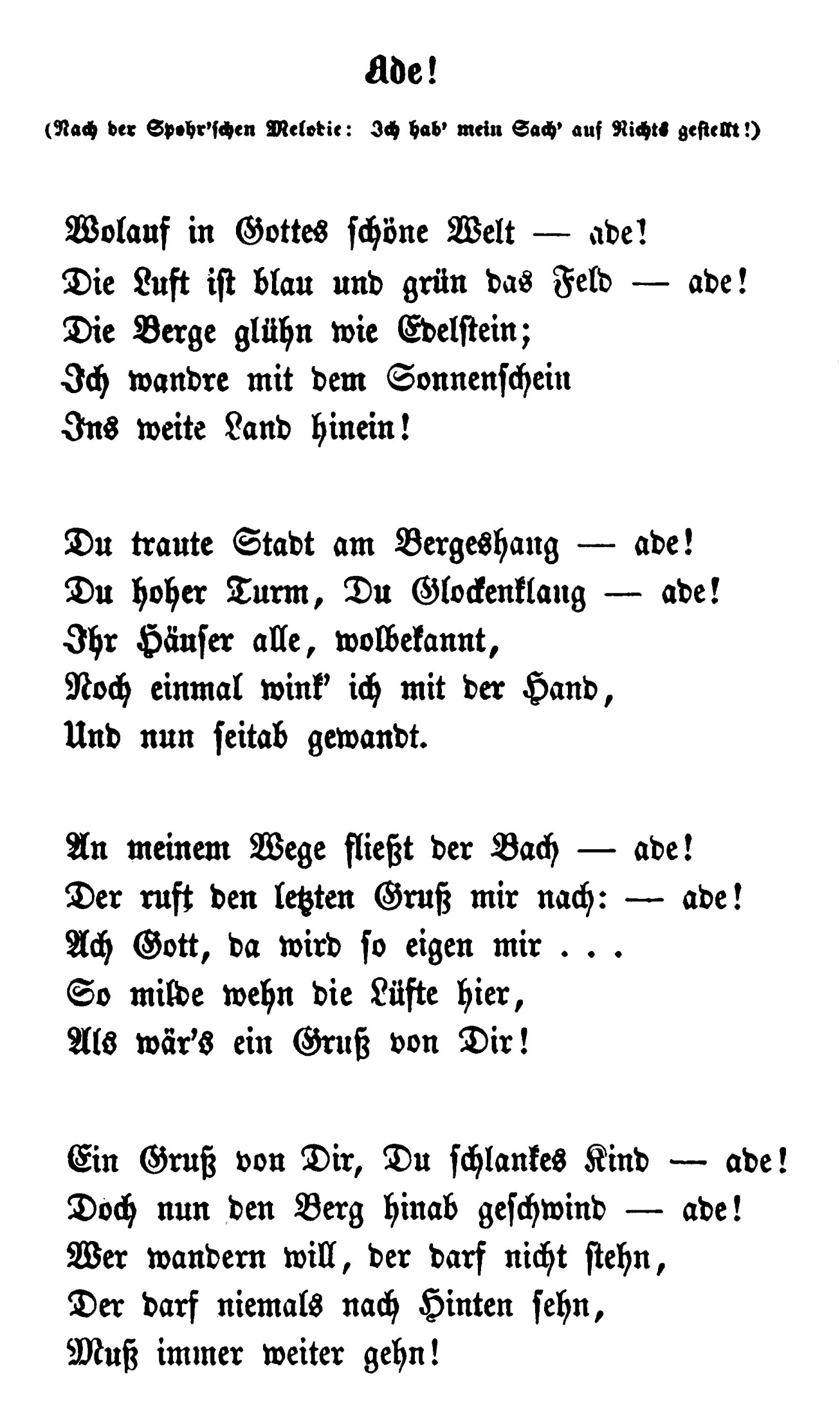
Originaltext (Druckfassung 1862)

Das vierstrophige Gedicht Rodenbergs beginnt mit einer fröhlichen Selbstaufforderung zum Wandern „in Gottes schöne Welt“. Aber schon in der zweiten Strophe geht der Blick zurück zur „trauten“ Heimatstadt, und die Stimmung wird wehmütig. Das Plätschern des Bachs und der sanfte Wind werden in der dritten Strophe als Gruß der zurückgelassenen Geliebten wahrgenommen, bis die vierte den Blick entschieden wieder nach vorn richtet. Wie ein Leitmotiv durchzieht den Text der Abschiedsruf Ade, mit dem das Gedicht auch überschrieben ist.

## Melodie
Rodenbergs Text folgt exakt dem Strophenbau von Goethes Ich hab mein Sach auf Nichts gestellt. Im Erstdruck ist Louis Spohrs kunstvolle Vertonung dieses Goethegedichts auch als Singweise für Wohlauf in Gottes schöne Welt angegeben.
Zum Volkslied wurde das Gedicht jedoch mit der heute allgemein verwendeten schwungvollen Melodie unbekannten Ursprungs. Mit dem Vierklang-Aufstieg der ersten Zeile und dem Sextaufschwung der fünften Zeile, gefolgt vom dreifachen punktierten Sekundabstieg – wie ein Winken –, passt sie gut zur ambivalenten Stimmung des Textes. Dabei wird dem „Ade“ jeweils ein „Lebe wohl“ vorangestellt sowie vor der letzten Zeile und deren Wiederholung ein „la la la la la la la“ eingeschoben.

## Rezeption
Seit der Wende zum 20. Jahrhundert findet sich Wohlauf in Gottes schöne Welt in ungezählten Liederbüchern, gefördert besonders von der Wandervogel- und Jugendbewegung. In der Zeit des Nationalsozialismus wurde es wegen seines jüdischen Textdichters unterdrückt und in Liederbücher nur anonym aufgenommen. Ein Comeback erlebte es nach der Jahrhundertmitte durch zahlreiche Arrangements und Schallplattenaufnahmen.